# Itzgrund
Itzgrund est une commune allemande, située en Bavière, dans l'arrondissement de Cobourg.

## Personnalités liées à la ville
- Jean-Bernard Kaupert (1786-1863), musicien né à Kleinhereth.
- Maximilian Schott von Schottenstein (1836-1917), homme politique mort à Schottenstein.